# Varsity Letter

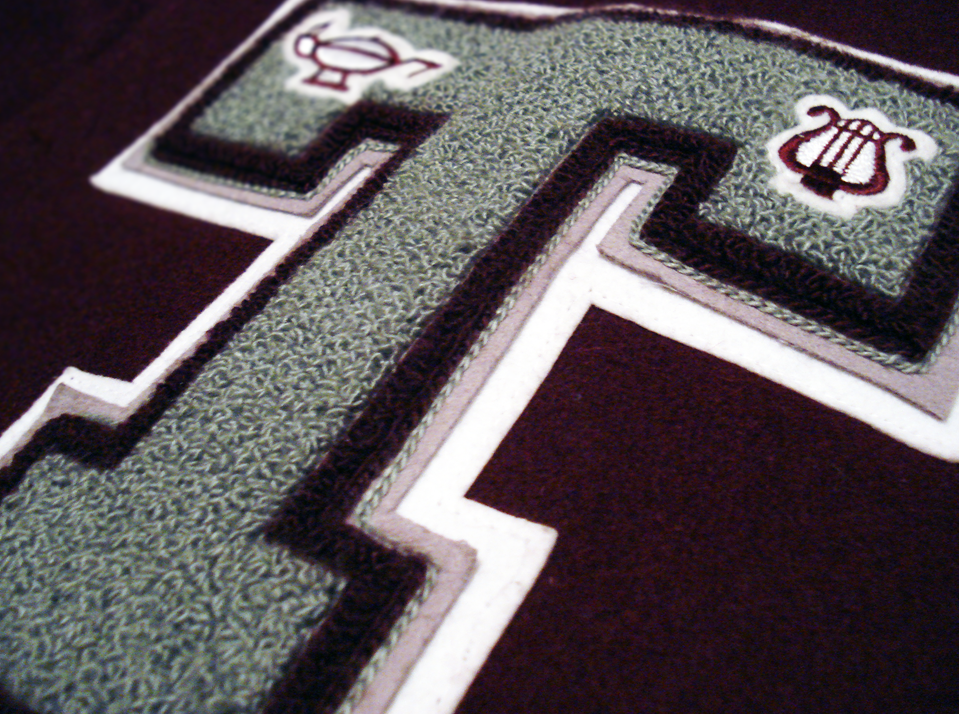
Ein Varsity Letter Award für musische Leistungen

Varsity Letters oder Varsity Letter Awards (Varsity: englisch für Schul- oder Hochschulteam — im Britischen Englisch veraltet auch für Universität an sich —, Letter: englisch für Buchstabe, Award: englisch für Auszeichnung) sind jährliche Preise, die im Bildungssystem der Vereinigten Staaten traditionell für athletische Leistungen in Schul- und Hochschulteams an amerikanischen Bildungseinrichtungen der Sekundarstufe und Hochschulen verliehen werden, heute aber auch für musische oder akademische Leistungen vergeben werden können. Der Erwerb eines Letters wird auf Englisch als to letter (deutsch äußerst grob mit „lettern“ zu übersetzen) bezeichnet. Der üblicherweise auf der Herzseite getragene Buchstabe ist meist aus Chenille-Gewebe im Block-Stil gehalten und zwischen zehn und zwanzig Zentimeter hoch.

## Geschichte
Die Tradition der Buchstaben hat ihren Ursprung in Sportuniformen mit dem Initial der Hochschule. Baseball-Teams waren beispielsweise nur schwer zu unterscheiden: Das Heimteam trug üblicherweise weiß und die Gäste grau. 1865 zierte deswegen die Baseballuniform der Harvard University ein „H“, zehn Jahre später auch die Footballuniform. Verdiente Spieler durften am Saisonende die Uniform behalten, woraus die feierliche Verleihung von Varsity Letters entstand. Sie werden meist auf Varsity Sweaters, Alpaka-Pullovern mit V-Ausschnitt, gestickt oder auf sog. Varsity Jackets oder Letterman Jackets (deutsch: Collegejacke) genäht.
In den Jahren vor (und auch noch nach) Title IX, der Bildungsnovelle von 1972 (Education Amendment of 1972) gegen sexuelle Diskriminierung an bundesfinanzierten Bildungseinrichtungen, wurden Damenteams zuweilen nicht als Teil der Athletikabteilung (die nicht mit dem Sportunterricht zu verwechseln ist) angesehen und ihren Athletinnen Varsity Letters verweigert, so beispielsweise an der Vanderbilt University, an der sich 1977 die Damen ihre eigenen Varsity Letters bastelten. Das Gleiche gilt für die Michigan State University vor 1980. Erst 2002 wurden die betroffenen Athletinnen in einer Zeremonie mit den Preisen geehrt.